# Gusztáv Kálniczky
Gusztáv Kálniczky (Budapest, 17 maggio 1896 – 1964) è stato uno schermidore ungherese, vincitore di una medaglia d'argento ed una di bronzo ai Campionati Internazionali di scherma.

## Palmarès
In carriera ha ottenuto i seguenti risultati:
- Mondiali di scherma

Napoli 1929: bronzo nel fioretto a squadre.
Vienna 1931: argento nel fioretto a squadre.